# Imogen Cunningham
Imogen Cunningham (Portland, Oregón, 12 de abril de 1883-San Francisco, 24 de junio de 1976) fue una fotógrafa estadounidense cuyo trabajo se orienta hacia la naturaleza y el retrato.

## Trayectoria
Comenzó su trabajo en fotografía en el año 1901, como estudiante en la Universidad de Washington de química fotográfica. Con una cámara que recibió de un curso por correspondencia comenzó a fotografiar en el campus, allí mismo se fotografió desnuda. Fue inspirada por la fotógrafa pictorialista conocida internacionalmente Gertrude Käsebier. Durante sus años en la universidad trabajó en el estudio fotográfico de Edward Sheriff Curtis, donde aprendió la técnica de la platinotipia y a retocar negativos.
En 1909 recibió una beca para estudiar en la escuela superior de Dresde bajo la tutela de Robert Luther, donde realizó un estudio comparativo entre los distintos métodos de la platinotipia. Durante su estancia en Europa, visitó a Alvin Langdon Coburn y Alfred Stieglitz quienes nuevamente la inspiraron. 
En 1910, tras su regreso en los Estados Unidos abrió su propio estudio en Seattle y obtuvo rápidamente reconocimiento por sus retratos y su trabajo pictorialista. Sus primeros retratos fueron encargos de personajes de la alta sociedad, lo que evidencia el prestigio que la artista se estaba forjando dentro de la comunidad local. Al mismo tiempo estableció sólidos lazos con el mundo artístico de la época. Realizó fotos a artistas como Frida Kahlo y personajes del mundo del deporte.
La fotógrafa descubría la voluptuosidad en el cuerpo humano, pasando a la historia como la primera mujer en firmar retratos de hombres desnudos, rompiendo las barreras entre mujeres y hombres de principios del siglo XX. Entre los años 1920 y 1930 dedicó gran parte de su tiempo a fotografiar la belleza y sensualidad de las plantas y los flores.
En 1917, tras casarse con el artista y grabador Roi Partridge, se trasladaron a California, donde nacieron sus tres hijos. Cunningham nunca dejó de fotografiar su entorno más cercano al mismo tiempo que se mantenía al tanto de las nuevas tendencias del arte y la fotografía a través de revistas como Camera Work o Vanity Fair. 
Cunnigham fue cofundadora en 1932 del Grupo f/64 junto a Ansel Adams, John Paul Edwards, Sonya Noskowiak, Henry Swift, Willard van Dyke y Edward Weston,  que quería representar la "belleza pura (...) sin interferencia del efecto artístico".
Cunnighan firmaba sus trabajos con un sello de tres sílabas chinas I-MO-GEN, que traducidas significan ideas-sin-fin.